# Andrzej Nguyễn Kim Thông
Św. Andrzej Nguyễn Kim Thông (znany również jako Năm Thuông) (wiet. Anrê Nguyễn Kim Thông) (ur. ok. 1790 r. w Gò Thị, prowincja Bình Định w Wietnamie – zm. 15 lipca 1855 r. w Mỹ Tho w Wietnamie) – katechista, męczennik, święty Kościoła katolickiego.
Andrzej Nguyễn Kim Thông urodził się w Gò Thị, prowincja Bình Định ok. 1790 r. Biskup Cuenot wyznaczył go na świeckiego reprezentanta prowincji Bình Định. Aresztowano go po donosie, że dawał schronienie księżom. Bezskutecznie próbowano namówić go do podeptania krzyża. Został skazany na wygnanie do Mỹ Tho. Zmarł 15 lipca 1855 r.
wycieńczony ciężką drogą (którą odbywał pieszo zakuty w łańcuchy) krótko po przybyciu do miejsca wygnania.
Dzień wspomnienia: 24 listopada w grupie 117 męczenników wietnamskich.
Beatyfikowany 2 maja 1909 r. przez Piusa X. Kanonizowany przez Jana Pawła II 19 czerwca 1988 r. w grupie 117 męczenników wietnamskich.